# Rhytidicolus
Rhytidicolus is een geslacht van spinnen uit de familie Cyrtaucheniidae.

## Soorten
Het geslacht kent de volgende soort:
- Rhytidicolus structor Simon, 1889